# Cladocarpus vancouverensis
Cladocarpus vancouverensis is een hydroïdpoliep uit de familie Aglaopheniidae. De poliep komt uit het geslacht Cladocarpus. Cladocarpus vancouverensis werd in 1914 voor het eerst wetenschappelijk beschreven door Fraser. 